# Doeringiella gigas
Doeringiella gigas är en biart som först beskrevs av Maximilian Spinola 1851.  Doeringiella gigas ingår i släktet Doeringiella och familjen långtungebin. Inga underarter finns listade i Catalogue of Life.